# 丹波県民局

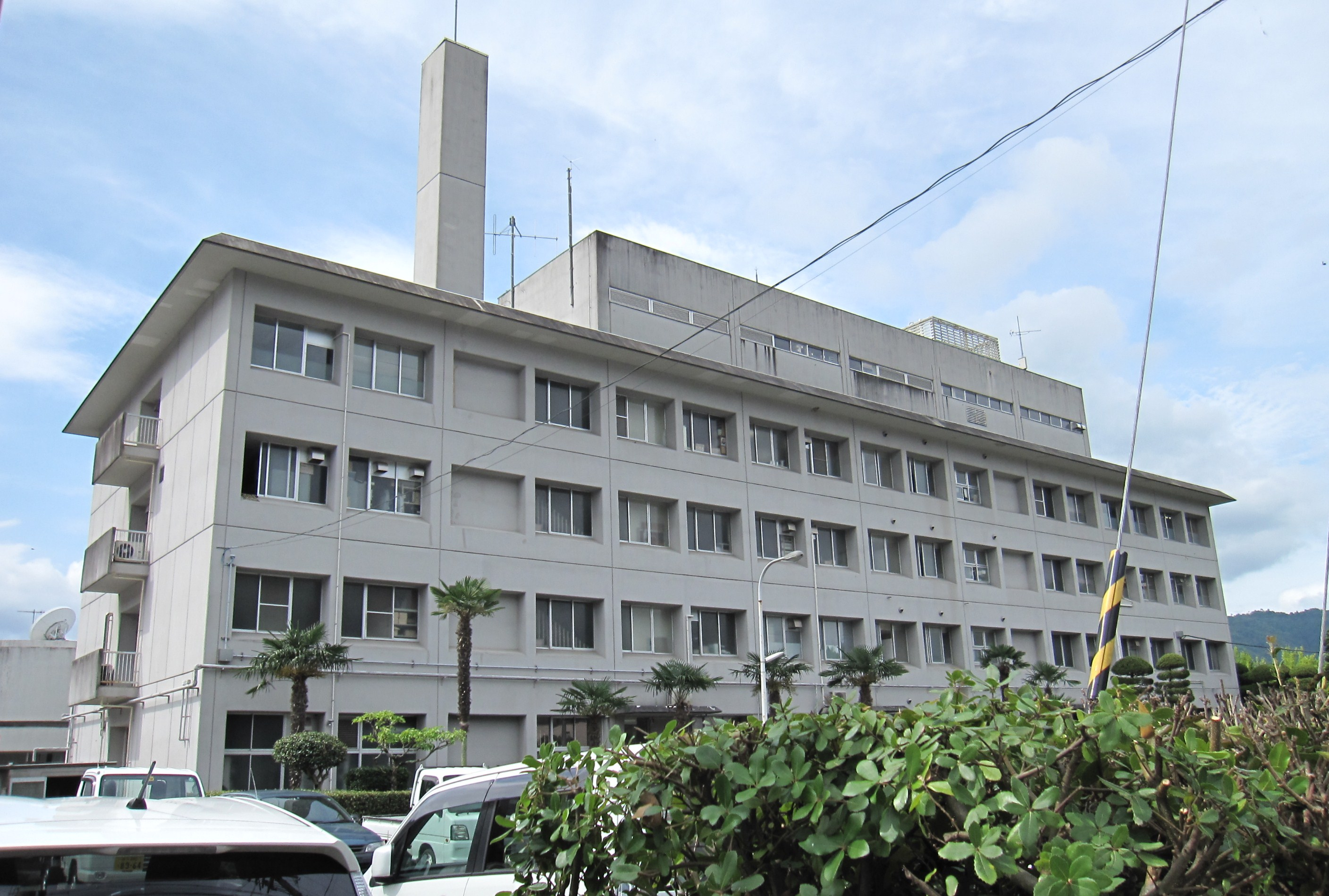
兵庫県柏原総合庁舎

丹波県民局（たんばけんみんきょく）は、日本の地方自治法155条に基づいて設置されている兵庫県の支庁。県北東部の西丹波地域を管轄する。
所在地は丹波市の兵庫県柏原総合庁舎で、分庁舎として丹波篠山市に篠山庁舎を設置している。

## 概要
前身組織として1942年（昭和17年）に設置された柏原町の氷上地方事務所、篠山町の多紀地方事務所が認められる。
1971年（昭和46年）10月22日、地方自治法第155条第1項の規定に基づき氷上郡・多紀郡の両郡を管轄する丹波県民局が設置され、現在に至る。県民局が所管する組織の内、土地改良事務所については柏原総合庁舎の施設が狭隘なことから篠山庁舎に置かれている。
かつて令制国・丹波国を形成していた京都府中部の中丹地域を管轄する京都府中丹広域振興局、同じく南丹地域を管轄する南丹広域振興局と共同で大丹波連携推進協議会を設置しており、担当者として大丹波連携参事の役職が置かれている。

## 管轄区域
- 丹波市
- 丹波篠山市

## 組織

兵庫県県民局及び県民センターの管轄区域図。点線は旧・摂津国、丹波国、播磨国、但馬国、淡路国、備前国、美作国の国境（幕末期）。

健康福祉事務所は他の都道府県における保健所に相当する。

### 柏原総合庁舎
- 県民交流室
- 大丹波連係参事
- 丹波県税事務所
- 丹波健康福祉事務所
- 丹波農林振興事務所
- 丹波農業改良普及センター
- 丹波土木事務所

### 篠山庁舎
- 篠山土地改良事務所
- 丹波教育事務所

## 所在地
柏原総合庁舎
- 兵庫県丹波市柏原町柏原688 郵便番号 669-3309

（福知山線柏原駅から徒歩10分ほど）
篠山庁舎
- 兵庫県丹波篠山市郡家451-2 郵便番号 669-2341

（福知山線篠山口駅からウイング神姫篠山営業所行か福住行乗車、「篠山本町」バス停から北へ徒歩10分ほど、もしくは本数僅かだが柏原駅から同バス篠山営業所行に乗車し「東浜谷」下車すぐ）